# Miłosne manewry
Miłosne manewry (hindi हम किसी से कम नहीं / Hum Kisi Se Kum Nahin) – bollywoodzka komedia sensacyjna z 2002 roku w reżyserii Davida Dhawana. W rolach głównych wystąpili Amitabh Bachchan, Sanjay Dutt, Ajay Devgan i Aishwarya Rai. Fabuła filmu była luźno inspirowana hollywoodzką komedią Depresja gangstera (1999).

## Fabuła
Munna Bhai (Sanjay Dutt) jest bezwzględnym gangsterem, mieszkającym w Bombaju, który wyłudza pieniądze, przejmuje majątki oraz morduje. Któregoś dnia spotyka Komal Rastogi (Aishwarya Rai), w której się zakochuje. Jednak to co czuje, zachowuje dla siebie. Jednocześnie, pod wpływem uczucia, schodzi ze złej drogi - teraz jest miłym i kulturalnym mężczyzną. Munnę zaczynają dręczyć sny i wizje dotyczące kobiety jego serca. Doktor Rastogi (Amitabh Bachchan), będący starszym bratem Komal, tłumaczy mu, że to po prostu miłość i przepisuje na to lekarstwo... ukochaną dziewczynę. Lekarz jednak nie ma pojęcia w kim gangster jest tak bardzo zadurzony. Kiedy poznaje prawdę, wyjeżdża razem z Komal do Malezji, gdzie aranżuje małżeństwo z jego przyjacielem z dzieciństwa, Doktorem D.D. (Navin Nischol). Wszystkich ma chronić ochroniarz, Raja (Ajay Devgan). Czy Munna odnajdzie swoją miłość i czy w końcu wyzna dziewczynie, co do niej czuje?

## Obsada
- Amitabh Bachchan – Dr. Rastogi
- Sanjay Dutt – Munna Bhai
- Ajay Devgan – Raja
- Aishwarya Rai – Komal Rastogi
- Satish Kaushik – Pappu Pager
- Annu Kapoor – Munnu Mobile
- Paresh Rawal – Commissioner
- Mukesh Rishi – Pillai's brother
- Ashish Vidyarthi – Pillai

## Muzyka
1. Humen To Loot Liya – Al-Hilal
2. Jhoom Barabar Jhoom – 5 Rifles
3. Ae Mere Zohra Jabeen – Waqt
4. Haal Kya Hai Dilon Ka – Anokhi Ada
5. Raaz Ki Baat Hai – Dharma
6. Yari Hai Imaan Mera – Zanzeer
7. Janeman Ek Nazar Dekh Le – Mere Mehboob
8. Damadam Mast Qalandar – Mandi Masjid
9. Haan Yeh Mana Meri Jaan – Hanste Zakhm